# Berlandiera
Berlandiera  es un género de plantas fanerógamas perteneciente a la familia de las asteráceas.  Comprende 14 especies descritas y de estas, solo 8 aceptadas.

## Taxonomía
El género fue descrito por Augustin Pyrame de Candolle y publicado en Prodromus Systematis Naturalis Regni Vegetabilis 5: 517. 1836. La especie tipo es Berlandiera texana DC.

## Especies aceptadas
A continuación se brinda un listado de las especies del género Berlandiera aceptadas hasta julio de 2012, ordenadas alfabéticamente. Para cada una se indica el nombre binomial seguido del autor, abreviado según las convenciones y usos.
- Berlandiera betonicifolia (Hook.) Small
- Berlandiera humilis Small
- Berlandiera lyrata Benth.
- Berlandiera macrophylla (A.Gray) M.E.Jones
- Berlandiera monocephala (B.L.Turner) Pinkava
- Berlandiera pumila (Michx.) Nutt.
- Berlandiera subacaulis (Nutt.) Nutt.
- Berlandiera texana DC.